# Artaxias I
Artaxias I(còn gọi là Artaxes hoặc Artashes, tiếng Armenia: Արտաշես Առաջին) (trị vì 190 TCN/189 TCN-160 TCN/159 TCN) là người sáng lập của triều đại Artaxiad,những người đã cai trị Vương quốc Armenia trong gần hai thế kỷ.
Đến cuối thế kỷ thứ 3 trước công nguyên, Armenia là một vương quốc có tới 120 triều đại cai trị bởi các nakharars, lỏng lẻo thống nhất dưới triều đại các vua Orontes cai trị Đại và Tiểu Armenia.Mặc dù Alexandros Đại Đế đã không chinh phục Armenia, văn hóa Hy Lạp đã ảnh hưởng mạnh mẽ đến xã hội Armenia.Sau khi vua Antiochos III Đại đế chinh phục Armenia khỏi sự cai trị của triều đại Orontes, ông đã bổ nhiệm Artaxias như strategos. Sau thất bại của nhà vua trước người La Mã trong trận Magnesia năm 190 TCN.Artaxias cùng với người đồng cai trị là Zariadres nổi loạn, với sự đồng ý của người La Mã, bắt đầu triều đại tự trị với tước hiệu của vua.Artaxias cai trị Đại Armenia còn Zariadres là Sophene / Tiểu Armenia.
Artaxias kết hôn với Satenik, con gái của vua người Alans. Họ có sáu người con trai: Artavasdes (Artavazd), Vruyr, Mazhan, Zariadres (Zareh), Tiran và Tigranes (Tigran). Artaxias đã thành lập một thủ đô mới, Artaxata trên sông Araks gần hồ Sevan. Hannibal đã trú ẩn ở triều đình của ông khi Antiochos không thể bảo vệ cho ông nữa. Artaxias đã bị bắt làm tù binh bởi Antiochus IV Epiphanes khi ông tấn công Armenia khoảng năm 165 TCN.